# Powidz
Powidz è un comune rurale polacco del distretto di Słupca, nel voivodato della Grande Polonia.
Ricopre una superficie di 80,15 km² e nel 2004 contava 2 091 abitanti.